# FC Valencia
Der Valencia Club de Fútbol (baˈlenθja ˈkluβ ðe ˈfuðβol; Valencia CF), im deutschsprachigen Raum bekannt als FC Valencia, ist ein spanischer Fußballverein aus Valencia. Die Mannschaft spielt in der Primera División, der höchsten spanischen Spielklasse.
Die Vereinsfarben sind Schwarz und Weiß (Spitzname (valencianisch): „Blanquinegros“) und das Maskottchen ist die auch im Stadtwappen von Valencia dargestellte Fledermaus. Die Heimspiele werden seit 1923 im Estadio Mestalla (55.000 Plätze) ausgetragen, welches in den nächsten Jahren durch die neue Multifunktionsarena Nou Mestalla im Nordwesten der Stadt ersetzt wird.

## Geschichte

### Die frühen Jahre
Die erste Präsidentschaftswahl des FC Valencia wurde am 5. März 1919 in der Bar Torino in der Calle Barcelona durch einen Münzwurf entschieden. Der glückliche Sieger und somit erste Präsident des Vereins war Octavio Augusto Milego Diaz und Gonzalo Medina Pernas erhielt die Leitung der konstituierenden Kommission und des Festausschusses. Am 18. März 1919 wurde die Gründung des Klubs offiziell bestätigt. Das erste Spiel der Mannschaft wurde auswärts am 21. Mai 1919 gegen Valencia Gimnástico mit 0:1 verloren. Die erste Mannschaft des FC Valencia bestand damals aus: Marco, Peris, Julio Gascó, Marzal, Llobet, Ferré, Fernández, Umbert, Martínez Ibarra, Aliaga und Gómez Juaneda.
Die ersten Heimspiele wurden vier Jahre lang auf dem Camp del Algirós ausgetragen. Das Mestalla-Stadion wurde 1923 unter Präsident Ramón Leonarte mit einem Spiel gegen Stadtrivalen Levante UD eingeweiht, welches 1:0 endete. Die damaligen Kosten für das Stadion betrugen 316.439 Peseten und es hatte eine Kapazität von 17.000 Plätzen. Noch vor dem Start der Saison 1923/24, wurde der tschechische Trainer Anton Fivber engagiert, der damit der erste offizielle Trainer des FC Valencia wurde. 1923 gewann man die regionale Meisterschaft und war somit erstmals berechtigt am Copa del Rey teilzunehmen.
1929 wurde erstmals eine Spielzeit der ersten (Primera División) und zweiten (Segunda División) spanischen Liga ausgespielt. Valencia startete 1929 in der zweiten Liga und schaffte 1931 erstmals den Sprung in die Primera División.

### Erfolge nach dem Bürgerkrieg
In den nächsten Jahren etablierte sich das Team in der ersten Liga. Nachdem der Spanische Bürgerkrieg den Club zurückgeworfen und den Wiederaufbau des nun 22.000 Plätze fassenden Stadions erfordert hatte, waren die 1940er-Jahre ein wahrer Segen für den Klub: Der erste Pokalsieg 1941 gegen Espanyol Barcelona, sowie der erste Gewinn der Meisterschaft in der Saison 1941/42. Es wurde auch ein Torrekord von 85 Toren in 26 Spielen aufgestellt. Die Erfolge setzten sich fort mit Meistertiteln in den Jahren 1943/44 und 1946/47, sowie vier Finalteilnahmen und einem Sieg im spanischen Pokal (Copa del Rey) in den Jahren 1944, 1945, 1946 und 1949. Der Erfolg hatte viele Faktoren, einerseits der Kern des Teams, der den Bürgerkrieg überstanden hatte, die sogenannte „Delantera Electrica“ (eine Angriffsreihe bestehend aus Epi, Amadeo, Mundo, Asensi und Gorostiza) und die Gründung der Reservemannschaft Club Deportivo Mestalla unter Präsident Luis Casanova Giner.
In den 1950er-Jahren wurde das Stadion Mestalla noch einmal vergrößert, was eine Investition von fast einer Million Peseten bedeutete. Mit 45.000 Plätzen wurde Mestalla zu einem der größten Stadien Spaniens. Die 50er waren eine Ära voller interessanter Entwicklungen, an den Erfolg der 1940er-Jahre konnte man jedoch nicht anschließen. Viele bekannte Spieler, wie Antonio Puchades, Juan Carlos Díaz Quincoces, Servaas Wilkes oder Socrates, waren damals Teil einer großen Mannschaft. In der Saison 1952/53 erreichte man in der Meisterschaft den Vizemeistertitel und in der darauffolgenden Saison gewann Valencia die Copa del Generalísimo.

### Europäischer Erfolg
Während die Leistungen in den frühen 60er-Jahren in der Liga eher inkonstant waren, machte der Verein 1961 erstmals international auf sich aufmerksam. Mit einem Sieg gegen den FC Barcelona im Finale des Messestädte-Pokals holte sich die Mannschaft den ersten internationalen Titel. In der nächsten Saison gelang dieses Kunststück erneut, diesmal setzte man sich gegen den kroatischen Meister Dinamo Zagreb in zwei Spielen durch. In der Saison 1963/64 stand Valencia erneut im Finale des Messestädte-Pokals, damals verlor man jedoch gegen Ligakonkurrent Real Saragossa mit 1:2.
Die argentinische Stürmerlegende Alfredo Di Stéfano unterschrieb 1970 als Trainer beim FC Valencia und konnte seine Mannschaft sogleich zum vierten Meisterschaftserfolg führen, dem ersten seit 1947. So wurde dem Verein auch der Weg zum Europapokal der Landesmeister geebnet, wo man jedoch in der 3. Runde gegen den ungarischen Meister Újpest Dózsa ausschied. Bekannte Spieler in den 70er-Jahren waren unter anderem der Österreicher Kurt Jara, der Deutsche Rainer Bonhof, der Holländer Johnny Rep und der Argentinier Mario Kempes, der zweifache Torschützenkönig der spanischen Liga (1976–1978). In der Saison 1978/79 konnte man den spanischen Cup und ein Jahr später den europäischen Pokal der Pokalsieger im Finale gegen den FC Arsenal gewinnen.

### Die erfolglosen 1990er-Jahre
Nachdem Valencia 1985/86 nach 55 Jahren in der obersten Spielklasse zwischenzeitlich wegen interner und finanzieller Probleme in die Segunda División hatte absteigen müssen, übernahm 1987 Arturo Tuzón das Amt des Präsidenten. Zusammen mit Trainer Alfredo Di Stéfano gelang der Wiederaufstieg in die Primera División. Die Saison 1987/88 beendete Valencia auf dem 14. Rang. 1989 wurde u. a. der bulgarische Stürmer Ljuboslaw Penew verpflichtet, der sich sofort einfügte und in seiner Laufbahn viele wichtige Tore für den Klub schoss.
In der Saison 1991/92 nahm Valencia den niederländischen Erfolgstrainer Guus Hiddink unter Vertrag. Unter seiner Führung erreichte der Verein Platz vier in der Meisterschaft und das Viertelfinale im Copa del Rey. Im Februar 1992 wurde das Trainingszentrum Ciudad Deportiva de Paterna eröffnet. Der Auftritt im UEFA-Pokal endete aber mit einem Fiasko. Nachdem die Mannschaft das Hinspiel gegen den Karlsruher SC 3:1 gewonnen hatte, verlor Valencia das Rückspiel im Wildparkstadion mit 0:7, der historisch höchsten Niederlage des Vereins. National konnte man am Saisonende nur den siebten Tabellenplatz erreichen. 1994 wurden der brasilianische Weltmeistertrainer Carlos Alberto Parreira, der spanische Torhüter Andoni Zubizarreta und der russische Stürmer Oleg Salenko und der jugoslawische Stürmer Predrag Mijatović verpflichtet. Der sportliche Erfolg hielt sich jedoch in Grenzen. Es folgten die spanischen Trainer José Manuel Rielo und Luis Aragonés und der Argentinier Jorge Valdano, sowie Stürmerlegenden wie Romário, Claudio López, Ariel Ortega oder Adrian Ilie.

### Wiederaufstieg in die europäische Spitzenklasse
Erst in der Saison 1998/99 konnte Valencia mit dem Sieg der Copa del Rey gegen den FC Barcelona den ersten Titel seit 19 Jahren feiern. Die Meisterschaft wurde auf dem dritten Tabellenrang, punktegleich mit dem FC Barcelona und 4 Punkte hinter Deportivo La Coruña abgeschlossen. Es folgten die erfolgreichen internationalen Auftritte unter dem Cheftrainer Héctor Cúper. In der Saison 1999/2000 stand der FC Valencia erstmals im Finale der UEFA Champions League, welches am 24. Mai 2000 in Paris gegen Real Madrid mit 0:3 verloren ging.
Die vielversprechenden Neuzugänge John Carew, Rubén Baraja, Roberto Ayala, Vicente Rodríguez, Fábio Aurélio und Pablo Aimar entwickelten sich schnell zu wichtigen Stützen der Mannschaft und so legte der Verein in der darauffolgenden Saison 2000/01 einen Traumstart in der Meisterschaft hin. Nachdem mit dem FC Arsenal und Leeds United zwei englische Topklubs im Viertel- bzw. Halbfinale eliminiert worden waren, erreichte der Klub zum zweiten Mal in Folge das Finale der UEFA Champions League, welches allerdings am 23. Mai 2001 in Mailand im Elfmeterschießen gegen den FC Bayern München mit 4:5 verloren wurde. In einem erstklassigen Spiel brachte Gaizka Mendieta die Valencianer kurz nach Spielbeginn mit einem Elfmeter in Führung. Torhüter Santiago Cañizares konnte einen Elfmeter von Mehmet Scholl abwehren, ehe er sich durch einen erneuten Elfmeter von Stefan Effenberg geschlagen geben musste. Nach einer torlosen Verlängerung, vergab Mauricio Pellegrino den entscheidenden Elfmeter. Die Saison wurde nicht zuletzt aufgrund der Doppelbelastung auf dem enttäuschenden fünften Rang beendet.
Im Juli 2001 legte Pedro Cortés das Präsidentenamt aus persönlichen Gründen nieder. Er konnte auf eine erfolgreiche Ära mit einem Cup- und Supercupsieg sowie zwei Champions League Finalteilnahmen zurückblicken. Auch das Trainerteam um Hector Cúper und die Mannschaft erfuhr einige Veränderungen. Rafael Benítez übernahm das Traineramt und während Gaizka Mendieta, Didier Deschamps, Luis Milla und Zlatko Zahovič die Mannschaft verließen, konnten mit Carlos Marchena, Mista, Curro Torres, Francisco Rufete, Gonzalo de los Santos und Salva Ballesta hochwertige Neuzugänge verpflichtet werden. In der Saison 2001/02 errang der Verein nach 31 Jahren den spanischen Meistertitel. Die darauffolgende Saison 2002/03 war jedoch wieder enttäuschend, denn man kam über einen 5. Tabellenrang in der Meisterschaft nicht hinaus. In der Champions League musste man sich schon im Viertelfinale Inter Mailand aufgrund der Auswärtstorregel geschlagen geben.
Die Spielzeit 2003/04 war wohl die bisher erfolgreichste Saison in der Vereinsgeschichte. FC Valencia holte sich die spanische Meisterschaft, nachdem man nach 26 Runden scheinbar aussichtslose 8 Punkte hinter Real Madrid gelegen hatte. Durch einen 2:0-Sieg im Finale gegen Olympique Marseille ging auch der UEFA-Pokal an die Spanier. Dazu verbuchte man die dritte Trophäe, den UEFA Super Cup mit einem 2:1 über den Champions-League-Sieger FC Porto. Im Sommer 2004 kündigte Rafael Benítez aufgrund von Problemen mit dem Präsidenten und unterschrieb beim FC Liverpool.

### Vereinsinterne Unruhen und Cupsieg
In der Saison 2004/05 reichte es unter dem Trainer Claudio Ranieri, unter anderem wegen 16 Unentschieden in 38 Spielen, nur zum siebten Rang in der Meisterschaft, was für den Verein eine große Enttäuschung darstellte, da man sich nach den erfolgreichen vorangegangenen Jahren deutlich mehr erwartet hatte. Der Verein verpasste die direkte Qualifikation für die großen internationalen Bewerbe. Im UI-Cup misslang in zwei Finalspielen gegen den Hamburger SV die Qualifikation für den UEFA-Pokal. Trainer Claudio Ranieri wurde gefeuert und im Sommer 2005 wurde mit Quique Flores ein neuer Trainer verpflichtet. Die Saison 2005/06 verlief anfangs auch sehr durchwachsen. Man erreichte jedoch noch den dritten Platz (hinter dem FC Barcelona und Real Madrid) und stieg somit in die dritte Qualifikationsrunde für die UEFA Champions League 2006/07 ein.
Die Saison 2006/07 begann trotz kurzfristiger vereinsinterner Unruhen erfolgreich. Der ehemalige Spieler und Sportdirektor Amedeo Carboni äußerte öffentlich seinen Unmut gegen Trainer Quique Sánchez Flores und dessen Transferpolitik. Leistungsträger wie Francisco Rufete, Pablo Aimar und Mista wurden aus unklaren Gründen kostengünstig abgegeben. Äquivalenter Ersatz wurde erst kurz vor Saisonbeginn durch die Verpflichtungen von Fernando Morientes vom FC Liverpool und Joaquín von Betis Sevilla geschaffen. Diese Spieler erwiesen sich im Laufe der Saison als Stützen der Mannschaft. Außerdem kamen Asier del Horno vom FC Chelsea und der zuvor ausgeliehene David Silva, der eine der Entdeckungen der Saison wurde und bald zum Stammspieler der Levantiner avancierte. Mit einem klaren Sieg gegen Red Bull Salzburg (0-1 A/3-0 H) qualifizierte sich Valencia zum fünften Mal für die Gruppenphase der UEFA Champions League. In diesem Jahr erreichte der Verein das Viertelfinale des Bewerbs, welches gegen den FC Chelsea 1:1 auswärts und 1:2 daheim verloren ging. Als negatives Highlight dieser Saison sind Handgreiflichkeiten zwischen Spielern des FC Valencia und Inter Mailand zu erwähnen. Nach TV-Aufzeichnungen wurden einige Spieler beider Mannschaften nachträglich von der UEFA und FIFA mit harten Sperren bestraft. In der Meisterschaft spielte der Verein lange Zeit um den Meistertitel mit, doch am Ende reichte es nur zum vierten Platz. Im Sommer 2007 wurde der interne Streit zwischen Carboni und Flores damit beendet, dass Carboni durch Angel Ruiz als Sportdirektor ersetzt wurde.
Für die Saison 2007/08 wurde der Vertrag von Torhüter Santiago Cañizares verlängert und mit Timo Hildebrand ein weiterer Tormann verpflichtet. Verteidiger und Stütze Roberto Ayala verließ den Verein und unterzeichnete letztendlich einen Vertrag beim Ligakonkurrenten Real Saragossa. Als Ersatz wurde Iván Helguera von Real Madrid verpflichtet. Am 29. Oktober 2007 wurde, nach einer Reihe von Misserfolgen in der Meisterschaft wie auch in der Champions League und einer nächtlichen Sitzung des Präsidiums Trainer Quique Sánchez Flores mit sofortiger Wirkung entlassen und Óscar Rubén Fernández als Interimscoach von der B-Mannschaft befördert. Mit dem Niederländer Ronald Koeman wurde kurze Zeit später ein neuer Coach verpflichtet und mit einem Dreijahresvertrag ausgestattet. Die erhoffte Wende blieb vorerst aus und man schied als Gruppenletzter in der Champions-League-Vorrunde aus. Mitte Dezember strich Koeman den langjährigen Stammkeeper Santiago Cañizares und Kapitän David Albelda aus dem Kader der laufenden Saison. Ein vorzeitiger Wechsel der ehemaligen Nationalspieler konnte jedoch nicht vollzogen werden. Im Halbfinale der Copa del Rey 2007/08 erreichte Valencia gegen den FC Barcelona durch ein 1:1 im Hinspiel im Camp Nou und einem 3:2-Sieg daheim erstmals seit dem Pokalsieg 1999 das Endspiel des spanischen Pokals. Im Finale gewann Valencia am 16. April 2008 gegen den FC Getafe mit 3:1. Vier Tage später verlor Valencia ein Ligaspiel gegen Athletic Bilbao mit 1:5. Daraufhin nur noch zwei Punkte von den Abstiegsrängen entfernt, wurde Ronald Koeman am folgenden Tag entlassen und durch Interimscoach Voro ersetzt.
Zur Saison 2008/09 übernahm Unai Emery das Cheftraineramt von Voro. Nachdem Torhüter Cañizares in der Vorsaison von Timo Hildebrand verdrängt worden war, gab er zum Ende der Spielzeit 2007/08 sein Karriereende bekannt. Um Hildebrand aber trotzdem Druck machen zu können, wurde mit dem Brasilianer Renan Brito ein junger Torwart als Konkurrent verpflichtet. Da dieser noch mit der brasilianischen Nationalmannschaft bei den Olympischen Spielen weilte, stand Hildebrand im verlorenen Endspiel des spanischen Supercups zu Saisonbeginn noch im Tor der Weißen. Nach Renans Ankunft in Valencia, wurde er dem deutschen Torhüter vorgezogen und im ersten Ligaspiel der Saison 2008/09 in der Startformation aufgeboten. Nach der schlechten Vorsaison, abgesehen vom Pokalerfolg, konnten sich die Valencianer bis zum Ablauf der Hinrunde unter den ersten fünf Mannschaften festsetzen und sorgten wieder für mehr sportliche Erfolge. Im Winter wechselte der enttäuschte Hildebrand zurück nach Deutschland und unterschrieb bei der TSG 1899 Hoffenheim.

### Finanzkrise, Spielerverkäufe und Schulden
Seit der Saison 2008/09 leidet der Verein an immens hohen Schulden aufgrund u. a. der Immobilienkrise und negativer Spekulationen. Mit der Finanzkrise des Vereins verbunden sind die strengen Transferauflagen, so betrug der Schuldenberg im Jahre 2008 insgesamt 650 Millionen Euro. Bis Anfang des Jahres 2009 konnte der Verein die Schulden auf 550 Millionen Euro und bis Anfang März 2009 wiederum auf 450 Millionen Euro reduzieren. Damit war der FC Valencia damals der Verein mit den höchsten Schulden in Spanien. Im Rahmen der anhaltenden Finanzkrise wurde der Finanzexperte Javier Gómez zum neuen Präsidenten erhoben und der bis dahin als Präsident agierende Agustín Morera entlassen. Die Schuldenreduzierung von 200 Millionen Euro binnen eines Jahres führte jedoch dazu, dass der Bau des neuen Stadions Nou Mestalla unterbrochen wurde und es zu Verzögerungen bei Auszahlungen der Spielergehälter kam. Die Vereinsführung gab im März 2009 bekannt, dass unklar sei, wie lange die „schwierige Situation“ für den FC Valencia andauern werde. Der damalige Marktwert des gesamten Kaders wurde auf etwa 195–215 Millionen Euro geschätzt. (Stand: 05/2009) Mit Ablauf der Saison 2008/09 stiegen die Schulden des FC Valencia erneut, im Juni 2009 betrugen sie 547 Millionen Euro.
Um einen Teil der Schulden zu tilgen, trennte man sich vor der Saison 2010/11 von mehreren Leistungsträgern wie David Villa (FC Barcelona), David Silva (Manchester City), Carlos Marchena und Alexis. Ein Jahr später folgte die Abgabe von Juan Mata an FC Chelsea und wiederum ein Jahr später wurde Jordi Alba an den FC Barcelona veräußert. Als Ersatz für die Offensiv-Kräfte Villa und Silva wurden Roberto Soldado von Getafe und Aritz Aduriz von Mallorca verpflichtet. Seit der Spielzeit 2008/09 stehen in der Transferbilanz des Vereines Ausgaben in Höhe von etwa 96 Millionen Euro, Einnahmen in Höhe von 179 Millionen Euro gegenüber, damit konnten 83 Millionen Euro Gewinn durch die Transfer erzielt werden. Die Meisterschafts-Saison lief durchwachsen und im Pokal scheiterte man früh am FC Villarreal. Jedoch konnte das Achtelfinale der Champions League erreicht werden, wo man gegen den späteren Halbfinalisten Schalke 04 ausschied. Trotz hoher Niederlagen wie beispielsweise einem 3-6 gegen Real Madrid im eigenen Stadion, konnte man erneut Rang 3 und somit die direkte Qualifikation zur Champions League erreichen.
Mit einem Jahresumsatz von 116,8 Millionen Euro im Jahre 2011 lag der FC Valencia auf Rang 19 der Fußballvereine weltweit, 57 % des Umsatzes wurden durch die Übertragungsrechte erwirtschaftet. Der FC Valencia profitierte von dem „dezentralen“ Vermarktungssystem der Fernseherübertragungsrechte in der Spanischen Liga, so nahm man mit 42 Millionen Euro im Jahr 2011, zusammen mit Atletico Madrid (42 Millionen Euro) nach den beiden Großen FC Barcelona (183 Millionen Euro) und Real Madrid (142 Millionen Euro) den Rang 3 bzw. 4 ein. Die finanzielle Situation ist trotzdem weiterhin angespannt und man versucht, einige Top-Verdiener von der Gehaltsliste zu bekommen und setzt stattdessen auf jüngere und günstigere Spieler.
In der Saison 2011/12 konnte man erneut den dritten Rang hinter dem Meister aus Madrid und dem FC Barcelona erreichen. In der Champions League schied man bereits in der Gruppenphase aus, jedoch konnte das Team in der Europa League bis ins Halbfinale vordringen, in welchem man am späteren Sieger Atlético Madrid scheiterte. Zum Ende der Saison wurde bekannt gegeben, dass der auslaufende Vertrag von Trainer Emery nicht verlängert wird. An seiner Stelle übernahm der frühere Spieler Mauricio Pellegrino zur neuen Saison die Mannschaft.
Am 3. Dezember 2012 gab der Verein bekannt, dass Ernesto Valverde die Nachfolge des zwei Tage zuvor entlassenen Mauricio Pellegrino antreten werde. Auf einer Pressekonferenz am 5. April 2013 gaben Präsident Manuel Llorente sowie Vizepräsident José Antonio García Moreno ihren Rücktritt bekannt. Zum neuen Vereinspräsidenten wurde am 4. Juni 2013 der Unternehmer Amadeo Salvo gewählt. Da Valencia am Ende der Saison 2012/13 die Qualifikation zur UEFA Champions League verpasste, wurde Trainer Valverde entlassen und durch Miroslav Đukić ersetzt. Da der Erfolg auch unter Đukić ausblieb wurde mit Anfang des Jahres 2014 noch während der Saison der Argentinier Juan Antonio Pizzi als neuer Trainer engagiert und mit Ende des Wintertransferfensters wurde auch ein Teil der Mannschaft umgebaut. Während Banega, Postiga, Guardado, Pabón und Canales an verschiedene Vereine verliehen bzw. verkauft wurden, verpflichtete man Seydou Keita, Vinicius Araujo, Eduardo Vargas und Philippe Senderos. Am 24. Januar 2014 berief Präsident Salvo eine Generalversammlung für alle Mitglieder ins Mestalla-Stadion, wo er vor knapp 8000 Zusehern die aktuelle Lage rund um den möglichen Verkauf des Vereins an ausländische Investoren erläuterte. Beim Auswärtsspiel gegen den FC Barcelona am 1. Februar 2014 erkämpfte man einen historischen 2:3-Sieg und war somit die erste Mannschaft seit April 2012, die ein Meisterschaftsspiel im Camp Nou gewann. Der letzte Sieg von Valencia in Barcelona lag mit 2004 sogar zehn Jahre zurück. Es folgte jedoch eine durchwachsene Saison in der Liga. In der Europa League setzte sich der FC Valencia im Viertelfinale gegen den FC Basel durch, nachdem nach einer 0:3-Hinspielniederlage das Rückspiel vor eigenem Publikum mit 5:0 n. V. gewonnen worden war. Jedoch schied Valencia im Halbfinale gegen den Ligakonkurrenten und späteren Titelträger FC Sevilla aus. Am 17. Mai 2014 wurde der Verkauf des Vereins an Peter Lim, einem Investor aus Singapur, einstimmig beschlossen.

### Zwischen Champions-League-Teilnahmen und Abstiegskämpfen

Leistungen des FC Valencia in der Liga 1929-heute

Zum Start in die Saison 2014/15 verpflichtete man Nuno Espírito Santo als neuen Trainer. Unter ihm spielte Valencia eine bärenstarke Saison und wurde erneut zu einem der gefährlichsten Klubs in der Liga. So blieben Real Madrid und Atlético Madrid gegen Valencia sieglos, wettbewerbsübergreifend verlor man nur sechs Partien. So beendete man die Saison verdientermaßen als Vierter und durfte damit an der Qualifikation zur UEFA Champions League 2015/16 teilnehmen.
Die Saison 2015/16 startete insgesamt eher wackelig. Nachdem man sich gegen die AS Monaco für die Champions League qualifiziert hatte (3:1 h; 1:2 a), gerieten die Leistungen des FC Valencia zunehmend ins Wacken. Als man mit zwei Platzverweisen gegen den zu diesem Zeitpunkt ebenfalls schwer angeschlagenen FC Sevilla mit 0:1 verlor, waren die Tage für Espírito Santo gezählt. Auch Neo-Trainer Gary Neville konnte das Ausscheiden aus der Champions League nicht mehr verhindern. In Gruppe H belegte man hinter Zenit St. Petersburg und dem KAA Gent, aber noch vor Olympique Lyon den dritten Platz, womit das Weiterspielen in der Europa League noch als Trostpreis verblieb. Vor dieser verlor man im Halbfinale der Copa del Rey mit einem unglaublichen 0:7 gegen den FC Barcelona. Das Rückspiel endete mit 1:1, Barcelona war am Ende auch der Pokalsieger. Im Europa-League-Sechzehntelfinale setzte man sich mit einem sensationellen Gesamtscore von 10:0 (6:0 h; 4:0 a) gegen den SK Rapid Wien durch, anschließend war aber im Achtelfinale Schluss. Gegen Athletic Bilbao verlor man das Hinspiel mit 0:1, aufgrund der Auswärtstorregel war der 2:1-Sieg im Rückspiel zu wenig. Noch im März wurde Neville nach einer 0:2-Niederlage gegen Celta Vigo entlassen, für ihn kam Francisco Ayestaran. Man beendete die Saison auf einem mageren 12. Platz.
Valencia startete mit vier Niederlagen am Stück in die Saison 2016/17. Für Ayestaran war daraufhin kein Platz mehr im Klub, sodass Cesare Prandelli auf ihn folgte. Aber auch seine Amtszeit war nur von kurzer Dauer, da Valencia unter ihm nur ein Ligaspiel gewinnen konnte (2:1 gegen Sporting Gijón). Nachdem man mit 2:3 an Real Sociedad scheiterte und zwischenzeitlich dem letzten Tabellenplatz entgegensteuert hatte, übernahm der bisherige Co-Trainer Salvador González Marco, auch bekannt als Voro. Gegen Celta Vigo schied man im Achtelfinale nach zwei Niederlagen (1:4 h; 1:2 a) aus der Copa del Rey aus, aber dafür wurde man im Abstiegskampf immer stärker. So gelang auch ein 2:1-Heimsieg gegen Real Madrid. Am Ende wurde Valencia erneut Zwölfter, was angesichts der katastrophalen Hinrunde durchaus noch eine ordentliche Platzierung war.
Voro blieb dem südspanischen Klub zur Saison 2017/18 weiterhin als Co-Trainer erhalten. Als neuen Trainer verpflichtete man Marcelino Garcia Toral, der zuvor drei Jahre lang dem Lokalrivalen FC Villarreal treu war. Aber er konnte auch mit dem FC Valencia starke Leistungen abliefern, so blieb man die ersten 13 Ligaspiele ungeschlagen. In der Copa del Rey erreichte man das Halbfinale, nachdem man Deportivo Alavés im Elfmeterschießen geschlagen hatte. Am Ende scheiterte man nach einem 0:1 und einem 0:2 am FC Barcelona. Zum Saisonende erreichte Valencia den vierten Platz und qualifizierte sich erstmals seit sechs Jahren ohne Umweg über die Qualifikationsspiele direkt für die Champions League.
In der Saison 2018/19 kam Valencia erneut ein wenig von der Rolle, spielte aber weiterhin stark auf. In der Champions League kam man erneut nicht über die Gruppenphase hinaus. Hinter Juventus Turin und Manchester United belegte Valencia mit acht Punkten den dritten Platz vor den Young Boys aus Bern. In den Turnierwettbewerben war der FC Valencia erstmals seit mehreren Jahren wieder richtig präsent. So setzte man sich in der Europa League gegen Celtic Glasgow (2:0 a; 1:0 h), den FK Krasnodar (2:1 h; 1:1 a) und den FC Villarreal (3:1 a; 2:0 h) durch und erreichte so das Halbfinale. Allerdings führte dort am FC Arsenal kein Weg vorbei. Mit 1:3 verlor man das Hinspiel im Emirates Stadium, ehe die Londoner mit einem 2:4 nachlegten. Weiters erreichte man nach einem 2:2-Remis und einem 1:0-Sieg gegen Real Betis das Finale der Copa del Rey. Dort schlug man den FC Barcelona mit 2:1 und holte so nach elf Jahren den achten Pokalsieg der Vereinsgeschichte.
Ein weiterer vierter Platz ermöglichte die Teilnahme an der UEFA Champions League 2019/20. In einer sehr anspruchsvollen Gruppe H mit dem FC Chelsea, Ajax Amsterdam und dem OSC Lille stachen die Spanier heraus. Bei Punktanzahl und Tordifferenz waren Valencia und Chelsea ident, jedoch gewann Valencia den direkten Vergleich und wurde so Gruppensieger. Das alles erfolgte jedoch bereits unter dem neuen Trainer Albert Celades, der im September Marcelino ersetzt hatte. Zu Jahresbeginn schied man aber in beiden spanischen Pokalwettbewerben aus. In der Supercopa de España verlor man im damals neuen Halbfinale mit 1:3 gegen Real Madrid. Anschließend musste man sich im Viertelfinale der Copa del Rey dem FC Granada mit 1:2 geschlagen geben. Granada erzielte hierbei den Siegtreffer mit einem Elfmeter in der Nachspielzeit. Noch bevor der Spielbetrieb aufgrund der COVID-19-Pandemie unterbrochen wurde, flog man im Achtelfinale gegen Atalanta Bergamo mit 1:4 und 3:4 auch noch aus der Champions League. Für Celades waren die Tage gezählt, als man im Lokalderby gegen den FC Villarreal mit 0:2 verlor. Erneut übernahm Voro interimsweise bis Saisonende, am Ende erreichten die Südspanier den neunten Platz.
In weiterer Folge konnte Valencia nicht mehr zu alter Stärke zurückfinden. Javi Gracia wurde in der Saison 2020/21 neuer Cheftrainer, aber er war den hohen Ansprüchen des Klubs nicht gerecht und wurde nach einem 2:3 gegen Barcelona vier Spiele vor Saisonende entlassen. Valencia belegte am Ende Platz 13.
In der Saison 2021/22 lief es unter José Bordalás etwas besser, aber auch er konnte die Südspanier nicht zu alter Stärke zurückbefördern. Ein wesentlicher Erfolg dieser Spielzeit war das Erreichen des Endspiels in der Copa del Rey. Dieses verlor man aber im Elfmeterschießen gegen Real Betis, nachdem die Partie mit einem 1:1 geendet hatte. Valencia war mit Platz 9 weiterhin weit entfernt vom Europacup.
Zur Saison 2022/23 kam Genarro Gattuso als neuer Trainer. Mit ihm fiel Valencia jedoch in den Abstiegskampf, weshalb man sich nach einem 0:1 gegen das ebenso abstiegsgefährdete Real Valladolid zur Trennung entschloss. Seither wird der Verein unter Rubén Baraja geführt. Er bewahrte Valencia zum Saisonende knapp vom Abstieg. Mit nur zwei Punkten Abstand zum ersten Abstiegsplatz belegte der Verein schließlich Platz 16.
Der Start in die Saison 2023/24 verlief etwas besser als die vorangegangenen Spielzeiten, jedoch auch nicht überzeugend. So besiegte man beispielsweise Atlético Madrid mit 3:0, ließ aber auch gegen Abstiegskandidaten Punkte liegen. Im Copa del Rey schied der Verein im Achtelfinale gegen Celta Vigo (1:3) aus. Lange schien Valencia ein Anwärter auf den Europapokal zu sein, holte aus den letzten sieben Ligaspielen aber nur zwei Punkte und musste sich daher abermals mit Platz 9 begnügen.
Die Krise nahm in der Saison 2024/25 jedoch erst richtig an Fahrt auf. Von den ersten 17 Saisonspielen konnte der südostspanische Klub nur zwei gewinnen, was einem der schlechtesten Werte seit langer Zeit entsprach. Zum Jahresende gab man die Entlassung von Trainer Rubén Baraja bekannt, nur zwei Tage später wurde Carlos Corberán als sein Nachfolger auserkoren. Möglich machte dies eine Ausstiegsklausel, die es ihm erlaubte, seinen bisherigen Verein West Bromwich Albion zu verlassen.

## Erfolge und Titel
- Europapokal der Pokalsieger: 1980
- UEFA Champions League: Finalist 2000, Finalist 2001
- UEFA-Pokal: 2004
- UEFA Super Cup: 1980, 2004
- UI-Cup: 1998; Finalist 2005
- Messestädte-Pokal: 1962, 1963; Finalist 1964
- Spanische Meisterschaft: 1942, 1944, 1947, 1971, 2002, 2004
- Spanischer Pokal: 1941, 1949, 1954, 1967, 1979, 1999, 2008, 2019; Finalist 1934, 1944, 1945, 1946, 1952, 1970, 1971, 1972, 1995, 2022
- Spanischer Supercup: 1999; Finalist 2002, 2004, 2008

## Kader 2024/25
Stand: 2. Mai 2025
| Nr.        | Nat.           | Name                  | Geburtstag | im Verein seit | Anmerkung                 |
| Tor        | Tor            | Tor                   | Tor        | Tor            | Tor                       |
| ---------- | -------------- | --------------------- | ---------- | -------------- | ------------------------- |
| 01         | Spanien        | Jaume Doménech        | 05.11.1990 | 2015           |                           |
| 13         | Nordmazedonien | Stole Dimitrievski    | 25.12.1993 | 2024           |                           |
| 25         | Georgien       | Giorgi Mamardaschwili | 29.09.2000 | 2022           |                           |
| Abwehr     |                |                       |            |                |                           |
| 03         | Spanien        | Cristhian Mosquera    | 27.06.2004 | 2020           |                           |
| 04         | Guinea-a       | Mouctar Diakhaby      | 19.12.1996 | 2018           |                           |
| 14         | Spanien        | José Gayà             | 25.05.1995 | 2014           |                           |
| 15         | Spanien        | César Tárrega         | 26.02.2002 | 2019           |                           |
| 19         | England        | Max Aarons            | 04.01.2000 | 2025           | Leihe vom AFC Bournemouth |
| 20         | Guadeloupe     | Dimitri Foulquier     | 23.03.1993 | 2021           |                           |
| 21         | Spanien        | Jesús Vázquez         | 02.01.2003 | 2020           |                           |
| 24         | Spanien        | Yarek Gasiorowski     | 02.01.2003 | 2023           |                           |
|            | Portugal       | Thierry Correia       | 09.03.1999 | 2019           |                           |
| Mittelfeld |                |                       |            |                |                           |
| 05         | Argentinien    | Enzo Barrenechea      | 22.05.2001 | 2024           | Leihe von Aston Villa     |
| 06         | Spanien        | Hugo Guillamón        | 31.01.2000 | 2020           |                           |
| 07         | Spanien        | Sergi Canós           | 02.02.1997 | 2023           |                           |
| 08         | Spanien        | Javi Guerra           | 13.05.2003 | 2023           |                           |
| 10         | Portugal       | André Almeida         | 30.05.2000 | 2022           |                           |
| 17         | Spanien        | Iván Jaime            | 26.09.2000 | 2025           | Leihe vom FC Porto        |
| 18         | Spanien        | Pepelu                | 11.08.1998 | 2023           |                           |
| 23         | Spanien        | Fran Pérez            | 09.09.2002 | 2023           |                           |
| Sturm      |                |                       |            |                |                           |
| 09         | Spanien        | Hugo Duro             | 10.11.1999 | 2021           |                           |
| 11         | Spanien        | Rafa Mir              | 18.06.1997 | 2024           |                           |
| 12         | Nigeria        | Umar Sadiq            | 02.02.1997 | 2025           | Leihe von Real Sociedad   |
| 16         | Spanien        | Diego López           | 13.05.2002 | 2023           |                           |
| 22         | Spanien        | Luis Rioja            | 16.10.1993 | 2024           |                           |

- Trainer: Carlos Corberán

## Trainer
| Amtszeit  | Nat.                | Trainer                 |
| --------- | ------------------- | ----------------------- |
| 1960–1962 | Spanien             | Domènec Balmanya        |
| 1962–1963 | Argentinien Italien | Alejandro Scopelli      |
| –         | –                   | –                       |
| 1976–1977 | Paraguay            | Heriberto Herrera       |
| –         | –                   | –                       |
| 1991–1993 | Niederlande         | Guus Hiddink            |
| 1994–1995 | Brasilien           | Carlos Alberto Parreira |
| –         | –                   | –                       |
| 1996–1997 | Spanien             | Luis Aragonés           |
| 2001–2004 | Spanien             | Rafael Benítez          |
| 2005–2007 | Spanien             | Quique Sánchez Flores   |
| 2007–2008 | Niederlande         | Ronald Koeman           |
| 2008      | Spanien             | Voro                    |
| 2008–2012 | Spanien             | Unai Emery              |
| 2012      | Argentinien         | Mauricio Pellegrino     |
| 2012–2013 | Spanien             | Ernesto Valverde        |
| 2013      | Serbien             | Miroslav Đukić          |
| 2013–2014 | Argentinien Spanien | Juan Antonio Pizzi      |
| 2014–2015 | Portugal            | Nuno Espírito Santo     |
| 2015      | Spanien             | Voro                    |
| 2015–2016 | England             | Gary Neville            |
| 2016      | Spanien             | Pako Ayestarán          |
| 2016      | Spanien             | Voro                    |
| 2016      | Italien             | Cesare Prandelli        |
| 2016–2017 | Spanien             | Voro                    |
| 2017–2019 | Spanien             | Marcelino García        |
| 2019–2020 | Spanien             | Albert Celades          |
| 2020      | Spanien             | Voro                    |
| 2020–2021 | Spanien             | Javi Gracia             |
| 2021      | Spanien             | Voro                    |
| 2021–2022 | Spanien             | José Bordalas           |
| 2022–2023 | Italien             | Gennaro Gattuso         |
| 2023–2024 | Spanien             | Rubén Baraja            |
| 2024–     | Spanien             | Carlos Corberán         |

## Ehemalige Spieler
| Torhüter - Santiago Cañizares - Ignacio Eizaguirre - Abelardo González - José Luis Manzanedo - José Manuel Ochotorena - Andoni Zubizarreta - Timo Hildebrand | Abwehrspieler - Raúl Albiol - Jocelyn Angloma - Ricardo Arias - Roberto Ayala - Miodrag Belodedici - Joachim Björklund - Francisco José Camarasa - Amedeo Carboni - José Carrette - Miroslav Đukić - Quique Sánchez Flores - Fernando Giner - Carlos Marchena - Manuel Mestre - Emiliano Moretti - Shkodran Mustafi - Mauricio Pellegrino - Miguel Tendillo - Jordi Alba - João Cancelo | Mittelfeldspieler - Pablo Aimar - Rubén Baraja - Rainer Bonhof - José Claramunt - Javier Farinós - Sofiane Feghouli - Fernando Gómez - Kily González - Kurt Jara - Joaquín - Leonardo - Juan Mata - Mazinho - Gaizka Mendieta - Ariel Ortega - Vicente Rodríguez - Francisco Rufete - Enrique Saura - Vicente Seguí - David Silva - Daniel Solsana | Stürmer - Miguel Ángel Angulo - Manuel Badenes - John Carew - Bernardo Corradi - Epi Fernández - Antonio Fuertes - Guillermo Gorostiza - Silvestre Igoa - Adrian Ilie - Salif Keïta - Mario Kempes - Claudio López - Waldo Machado - Fernando Morientes - Predrag Mijatović - Mista - Mundo - Ljuboslaw Penew - Johnny Rep - Roberto Soldado - David Villa - Goran Vlaović - Faas Wilkes |

## Top 10 nach Einsätzen und Toren
(Stand: 22. August 2022; angegeben sind alle Pflichtspiele und -tore), Quelle: BD Futbol
| 1                                  | Fernando Gómez      | 1983–1998 | 553 |
| 2                                  | Ricardo Arias       | 1976–1992 | 521 |
| 3                                  | David Albelda       | 1996–2013 | 485 |
| 4                                  | Miguel Ángel Angulo | 1996–2009 | 434 |
| 5                                  | Manuel Mestre       | 1956–1969 | 424 |
| 6                                  | Santiago Cañizares  | 1998–2008 | 416 |
| 7                                  | Enrique Saura       | 1975–1985 | 401 |
| 8                                  | Dani Parejo         | 2011–2020 | 383 |
| 9                                  | José Claramunt      | 1966–1978 | 375 |
| 10                                 | Carlos Arroyo       | 1984–1996 | 372 |
| * = noch für den FC Valencia aktiv |                     |           |     |

| 1                               | Mundo           | 1939–1950           | 238 |
| 2                               | Waldo Machado   | 1961–1970           | 160 |
| 3                               | Mario Kempes    | 1976–1981 1982–1983 | 149 |
| 4                               | Fernando Gómez  | 1983–1998           | 142 |
| 5                               | David Villa     | 2005–2010           | 129 |
| 6                               | Juan Costa Font | 1928–1940           | 121 |
| 7                               | Amadeo Ibáñez   | 1935–1951           | 119 |
| 7                               | Silvestre Igoa  | 1941–1950           | 118 |
| 9                               | Manuel Badenes  | 1950–1956           | 112 |
| 10                              | Epi Fernández   | 1940–1949           | 106 |
| * = noch beim FC Valencia aktiv |                 |                     |     |

## Sponsoren
| Saison    | Ausstatter | Hauptsponsor          |
| --------- | ---------- | --------------------- |
| 1980–1982 | Adidas     | Kein Sponsor          |
| 1982–1985 | Ressy      | Kein Sponsor          |
| 1985–1990 | Rasan      | Caja Ahorros Valencia |
| 1990–1992 | Puma       | Caja Ahorros Valencia |
| 1992–1993 | Puma       | Mediterrania          |
| 1993–1994 | Luanvi     | Mediterrania          |
| 1994–1995 | Luanvi     | CIP                   |
| 1995–1998 | Luanvi     | Ford                  |
| 1998–2000 | Luanvi     | Terra Mítica          |
| 2000–2001 | Nike       | Terra Mítica          |
| 2001–2002 | Nike       | Metrored              |
| 2002–2003 | Nike       | Terra Mítica          |
| 2003–2008 | Nike       | Toyota                |
| 2008–2009 | Nike       | Valencia Experience   |
| 2009–2011 | Kappa      | Unibet                |
| 2011–2014 | Joma       | JinkoSolar            |
| 2014–2019 | Adidas     |                       |
| 2019–     | Puma       |                       |

## Maskottchen
Der Verein hat ein Maskottchen namens „Super Rat“, dem Verein nach eine Fledermaus. Dieses wird auch als Batscot bezeichnet, ein Mischwort aus Fledermaus (Bat) und Maskottchen.